# La verità su tutto
La verità su tutto è un romanzo di Vanni Santoni pubblicato nel gennaio 2022 da Mondadori.
Considerato uno dei libri più attesi del 2022 in Italia , La verità su tutto, attraverso la storia di una sociologa di formazione materialista che diventa una mistica, mira a raccontare le diverse tradizioni spirituali orientali e occidentali in chiave romanzesca.
Il romanzo è stato presentato al Premio Strega 2022 dallo scrittore Edoardo Nesi con questa motivazione: «Per come riesce a portarci per mano lungo sentieri di sapienze dimenticate, antiche o modernissime che siano, La verità su tutto di Vanni Santoni mi pare un’opera notevole. In questo romanzo ragguardevole tutti i personaggi sono o sono stati alla ricerca di qualcosa d’invisibile che possa nobilitare la vita, ma poiché, come ben sappiamo, non tutto ciò che manca si vede o si può trovare, son condannati a continuare a cercare. Il che, oltre tutto, credo sia anche il gran mestiere della letteratura.»
Il 3 giugno 2022 il romanzo è stato annunciato tra i finalisti del Premio Viareggio.

## Trama
Cleopatra Mancini è una sociologa trentacinquenne ben piazzata a livello professionale e privato. La scoperta di un video porno amatoriale, forse di "revenge porn", con protagonista la sua ex fidanzata Emma, da lei tradita e abbandonata la porta a interrogarsi sul problema del male. Questo percorso la porterà a scoprire le più inusuali e bizzarre comunità spirituali, a tentare la via dell'ascesi e a ritirarsi in un eremo degli Appennini popolato da strani personaggi (compreso, forse, il Diavolo), fino a fondare una comunità basata su una propria dottrina, che diventerà grande e potente, con oltre un milione di adepti, cosa che solleverà nuovi e inaspettati dilemmi morali.